# (1610) Mirnaya
(1610) Mirnaya es un asteroide perteneciente al cinturón de asteroides descubierto el 11 de septiembre de 1928 por Pelagueya Fiodórovna Shain desde el observatorio de Simeiz en Crimea. Su nombre significa «paz» en ruso.